# Thomas Watson Jr.
Thomas Watson junior (ur. 14 stycznia 1914, zm. 31 grudnia 1993) – amerykański przedsiębiorca, prezes koncernu IBM w latach 1952-1971 (funkcję przejął po swoim ojcu Thomasie seniorze). Pełnił też funkcję jedenastego z kolei prezydenta amerykańskiej organizacji skautowskiej (Boy Scouts of America) w latach 1964-1968 a także szesnastego z kolei ambasadora USA w ZSRR (1979-1981). Odznaczony Prezydenckim Medalem Wolności w 1964. Umieszczony na liście Time 100: Najważniejsi ludzie stulecia.